# Ketmia rozdzielnopłatkowa
Ketmia rozdzielnopłatkowa (Hibiscus schizopetalus) – gatunek krzewu z rodziny ślazowatych, pochodzący z wschodniej Afryki, popularna roślina ozdobna.

## Morfologia
PokrójKrzew osiągający do 4 m wysokości. Często przewieszające się gałęzie.
LiścieNaprzemianległe, jajowate lub podługowate, do 4 cm długości. Brzegi ząbkowane.
KwiatyZwisające, płatki korony mocno podzielone i odgięte do tyłu, czerwone do różowych.
OwocePodłużne torebki o długości ok. 3 cm. W środku liczne nasiona.

## Zastosowanie
- Roślina często hodowana w celu uzyskania nowych odmian ozdobnych, jak np. ketmia róża chińska.
- Z kory otrzymuje się włókna.